# Petrus Albinus
Petrus Albinus (nom allemand : Peter von Weiße), né le 18 juin 1543 à Schneeberg et mort le 31 juillet 1598 à Dresde, est professeur à Wittemberg en électorat de Saxe, connu comme le père de l'historiographie saxonne.

## Biographie
Petrus Albinus naît le 18 juin 1543 à Schneeberg dans les Monts Métallifères d'Europe centrale. Son père est Peter Weis, qui a construit l'église de l'hôpital à Schneeberg. Il est marié à Magdalena Hübsch, fille d'un Ratskämmerer et entrepreneur minier, qui a déménagé à Schneeberg de Nuremberg. La famille dont il est issu, dont il latinise le nom allemand Weiße, est anoblie depuis 1497. Après avoir fréquenté le lycée de Schneeberg et l'école princière de Meissen, Petrus Albinus étudie à  Leipzig, obtient sa licence en 1553 et travaille à Lauban. En 1559, il s'installe à l'université de Viadrina à Francfort/Oder, et en 1564 à la Leucorea à Wittenberg. Il se consacre principalement à la recherche juridique et historique

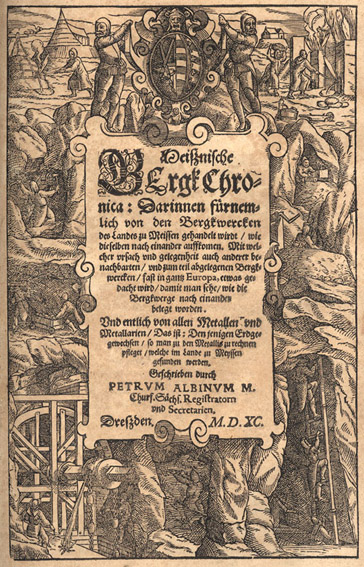
Page de titre de Meißnischen Bergk-Chronica, 1590.

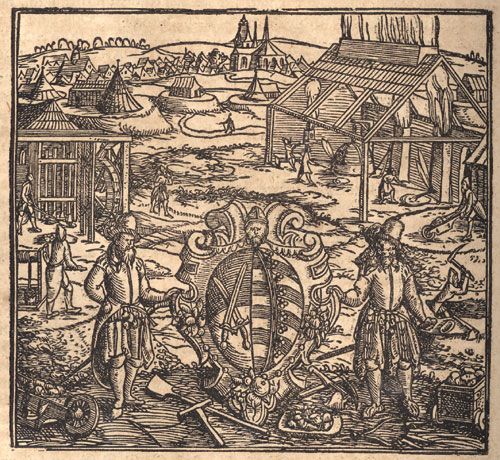
Illustration du Meißnischen Bergk-Chronica, 1590.

A Wittenberg, il reprend la tâche de compléter l'histoire de la Haute-Saxe et de la Maison de Wettin commencée par Georg Fabricius. Par exemple, en 1579, il indexe les lettres et documents de l'évêché de Meissen. De 1579 à 1588, il est doyen de l'université de Wittenberg; en 1586,  il prend la fonction de recteur et travaille jusqu'en 1588 à Wittenberg. En 1588, Petrus Albinus est appelé à Dresde pour être nommé secrétaire du prince-électeur Christian Ier de Saxe, où il s'occupe de tous les documents de la maison royale saxonne.
Pendant son séjour à Wittenberg, il écrit, en manuscrit, une histoire de sa ville natale de Schneeberg ; certaines parties sont imprimées sous le titre Chronique de la région et des montagnes de Meissen ( Meißnische Land- und Bergchronik, 1580-1589), mais certaines parties restent inachevées. D'autres chroniques sont laissées par lui sous forme de manuscrits dans les archives, par exemple celles d'Altzelle Annaberg, Crimmitschau et Torgau. Plusieurs volumes de recueils inédits sont conservés à la bibliothèque de Dresde.
Bien que ses recherches ne répondent pas aux normes scientifiques actuelles, ses travaux le qualifient de père de l'histoire locale saxonne, de la recherche en histoire locale et de l'historiographie.
Petrus Albinus s'est marié deux fois. D'abord, en 1576, à Ludmilla Fritsch et, ensuite, en 1584, à Magdalena, une fille de Samuel Selfisch, avec qui il a huit enfants.
Il meurt le 31 juillet 1598 à Dresde.
Certains de ses écrits n'ont été publiés qu'après sa mort, dans certains cas bien plus tard. Plusieurs volumes de ses collections historiques inédites sont aujourd'hui conservés à la bibliothèque de Dresde. 

## Publications
- Commentarius novus de Mysnia, Oder Newe Meysnische Chronica, 1580, 1589/90 under the title: Meißnische Land- u. Berg-Chronica (Part 2 under the title: Meißnerische Bergk Chronik, 1590), 1610: Novae Saxonum historiae progymnasmata. . " 1585;
- New Stammbuch u. Beschreibung d. uhralten kurfiirstl.... Hauses zu Sachsen ..., continued by M. Dresser, 1602; s. n. L. Bönhoff, P. A.,
- Annabergische Annales de anno 1492 biss 1539, with publication of the oldest news about Annaberg based on d. Ms. Q 127 by the Royal Public Library of Dresden. in: Mitteilungen des Vereins für Geschichte von Annaberg 11, 1810. pp. 1–50.

### liens externes
- Ressource relative aux beaux-arts :   - Royal Academy of Arts
- Notices dans des dictionnaires ou encyclopédies généralistes :   - Deutsche Biographie
  - Sächsische Biografie
- Notices d'autorité :   - VIAF
  - ISNI
  - IdRef
  - LCCN
  - GND
  - Italie
  - Espagne
  - Pays-Bas
  - Pologne
  - Israël
  - NUKAT
  - Suède
  - Vatican
  - Norvège
  - Croatie
  - Tchéquie
  - Lettonie
  - WorldCat
- Meißnische Land- und Bergchronika, 1589